# Comuna Vîbranivka, Jîdaciv
Vîbranivka (în ucraineană Вибранівка) este o comună în raionul Jîdaciv, regiunea Liov, Ucraina, formată din satele Berezîna, Borusiv, Brînți-Țerkovni, Brînți-Zahirni, Ciîjîci și Vîbranivka (reședința).

## Demografie
Componența lingvistică a comunei Vîbranivka
     Ucraineană (99,89%)
     Alte limbi (0,11%)
Conform recensământului din 2001, majoritatea populației comunei Vîbranivka era vorbitoare de ucraineană (99,89%), existând în minoritate și vorbitori de alte limbi.